# Émile Bravo
 (septembre 2019).
Pour les articles homonymes, voir Bravo.
Émile Bravo est un auteur de bande dessinée et illustrateur français, né le 18 septembre 1964 à Paris.

## Biographie

### Jeunesse
Émile Bravo naît le 18 septembre 1964 à Paris, issu d'une famille d'origine espagnole.

### Carrière

#### Débuts (années 1990-2000)
Émile Bravo débute dans la bande dessinée, en participant à plusieurs projets collectifs et en signant les dessins de deux one-shots : Fighters (1988), écrit par Jacques Sorg, se déroulant durant la Seconde Guerre mondiale, puis Ivoire (1990), sur un scénario de Jean Regnaud. 
En 1992, il s'installe à l'atelier Nawak avec Lewis Trondheim, Christophe Blain, David B., Joann Sfar, et Fabrice Tarrin. Toujours avec Jean Regnaud, il conçoit une trilogie centrée sur les aventures d'un jeune soldat, Aleksis Strogonov. Les trois tomes sont publiés par Dargaud, entre 1993 et 1997. 
En 1995, il fait partie des fondateurs de l'Atelier des Vosges avec la plupart des auteurs de l'atelier Nawak mais également Frédéric Boilet, Marjane Satrapi et Marc Boutavant. Proche de plusieurs auteurs de l'Association, il se démarque de leurs auteurs emblématiques par un respect de la tradition et des canons de la bande dessinée d'aventure pour enfants en reprenant les principes de la ligne claire d'Hergé.
En 1999, dans Okapi, il démarre en solo Les Épatantes Aventures de Jules. La série est ensuite éditée en albums. En 2001, le deuxième tome, La Réplique inattendue, est récompensé par le prix René-Goscinny.
En 2004, il fait une pause dans la série. Après le quatrième album, pour réaliser un livre destiné aux plus petits : Boucle d'or et les Sept Ours nains, aux éditions Le Seuil Jeunesse.
En 2006, il revient à Jules pour signer un cinquième tome, La Question du Père. À cette occasion, Dargaud réédite la série sous un nouveau format, ciblant plus clairement les plus jeunes. Dans la foulée, il réalise un second ouvrage pour les petits : Ma maman est en Amérique, elle a rencontré Buffalo Bill, pour Gallimard Jeunesse. L'ouvrage est bien reçu, lui valant le prix « Essentiel » d'Angoulême 2008
Il continue à réaliser d'autres ouvrages pour les petits : il est ainsi l'illustrateur de la série de romans jeunesse Le Club des baby-sitters de Ann M. Martin (Gallimard jeunesse).

#### Succès commercial (années 2010)
En 2008, Émile Bravo rend hommage à un classique de la bande dessinée franco-belge en signant le quatrième tome de la collection Une aventure de Spirou et Fantasio par…. Intitulé Le Journal d'un ingénu, cet album  imagine les origines du groom inventé par Rob-Vel soixante-dix ans plus tôt, et connait un large succès critique et commercial. L'auteur reçoit notamment le prix des libraires de bande dessinée 2008 et l'« Essentiel » d'Angoulême 2009. Enfin, il est l'invité d'honneur au festival BD à Bastia en 2009, avec une grande exposition monographique.
En 2011, après 5 ans d'absence, il revient à Jules avec un sixième tome, prépublié pour la première fois dans le Journal de Spirou. Il conçoit aussi quelques one-shots, et participe à différents projets collectifs.
Une nouvelle pause prolongée s'annonce cependant pour le Jules. Il s'attelle en effet à un projet qui l'occupe durant la quasi-totalité des années 2010 : une suite au Journal d'un Ingénu, qui plonge cette fois le groom dans la Seconde Guerre mondiale. Quatre tomes sont prévus pour ce récit de plus de 300 pages intitulée Spirou ou l'espoir malgré tout. Le premier album, sous-titré Un Mauvais Départ, sort à la rentrée 2018, après une pré-publication dans le Journal de Spirou en mai de la même année. L'album est récompensée d'une "Mention" au Prix BolognaRagazzi 2021, prix international de la Foire du livre de jeunesse de Bologne, catégorie Comics - Young Adult. La deuxième partie intitulé Un peu plus loin vers l'horreur paraît en octobre 2019. La troisième partie intitulée Un départ vers la fin paraît le 1er octobre 2021. Il reçoit le prix de la série du festival d'Angoulême 2022. La quatrième partie, intitulée Une fin et un nouveau départ, paraît en mai 2022 et conclut la série.

#### Prises de position
Émile Bravo co-signe en mai 2019, parmi 1 400 personnalités du monde de la culture, la tribune « Nous ne sommes pas dupes ! », publiée dans le journal Libération, pour soutenir le mouvement des Gilets jaunes. Le texte affirme : « Les gilets jaunes, c'est nous. »

## Publications

### Bandes dessinées

#### Varia
- Ivoire, coscénario de Jean Régnaud, éd. Magic Strip 1990  (ISBN 2-8035-0183-X)
- Fighters : Objectif Peenemünde, scénario de Jacques Sorg, éd. Sorg 1988,  (ISBN 2-906794-30-9)
- Ma maman est en Amérique, elle a rencontré Buffalo Bill, scénario de Jean Régnaud, collection Hors-série BD, Gallimard, 2007
- Le jardin d'Émile Bravo, Éditions des Requins Marteaux, 2014

### Ouvrages illustrés

#### Ouvrages en collaboration ou collectif
- Le jour des saigneurs (auteur Hubert Ben Kemoun), Nathan, 1999
- Comix 2000 : récit complet page 204 à 206, Éditions L'association, 1999
- Fever - l'ultime rencontre L'arbitre fait partie intégrante du jeu, récit complet éditeur Tonkan 2002

#### Ouvrages personnels
- C'était la Guerre mondiale, éd. Bréal jeunesse, 2003
- Boucle d'or et les sept ours nains, éd. Seuil jeunesse, 2004 (coll. La  Bande des Petits)
- La faim des sept ours nains, éd. Seuil jeunesse, 2005 (coll. La Bande des Petits)
- Sissi la marmotte et son doudou, Albin Michel Jeunesse, 2007
- La belle aux ours nains, éd. Seuil jeunesse, 2009 (coll. La Bande des Petits)
- Mais qui veut la peau des ours nains, éd Seuil Jeunesse, 2012 (coll. La Bande des Petits)
- Les contes palpitants des 7 ours Nains, Seuil jeunesse, 2013 (coll. La Bande des Petits). comprend : Boucle d'or et les sept ours nains, La Faim des sept ours nains, La Belle aux ours nains.

## Prix et distinctions
Quelques distinctions :
- 2001 : prix René Goscinny pour La Réplique inattendue ;
- 2005 : prix Petit Robert à Quai des Bulles[12].
- 2006 : prix de l'enseignement 41 pour le jeune public pour La faim des sept ours nains
- 2008 : 
  - « Essentiel » d'Angoulême[4] pour Ma maman est en Amérique, elle a rencontré Buffalo Bill (avec Jean Regnaud) ;
  - prix des libraires de bande dessinée pour Une Aventure de Spirou et Fantasio par…, t. 4 : Le Journal d'un ingénu ;
  - Prix Saint-Michel du meilleur album francophone pour Une Aventure de Spirou et Fantasio par…, t. 4 : Le Journal d'un ingénu ;
  - Grand Prix RTL de la bande dessinée pour Le Journal d'un ingénu[13] ;
  - Prix Diagonale du meilleur album pour Le Journal d'un ingénu[14] ;
- 2009 : 
  - « Essentiel » d'Angoulême pour Une Aventure de Spirou et Fantasio par…, t. 4 : Le Journal d'un ingénu ;
  -  Prix Peng ! de la meilleure bande dessinée européenne pour Une Aventure de Spirou et Fantasio par…, t. 4 : Le Journal d'un ingénu ;
- 2010 :  Deutscher Jugendliteraturpreis (prix allemand de littérature de jeunesse), catégorie livre pour enfants, pour Ma maman est en Amérique, elle a rencontré Buffalo Bill (avec Jean Regnaud) ;
- 2012 :  prix Max et Moritz de la meilleure bande dessinée pour enfants avec Boucle d'Or et les Sept Ours nains.
- 2019 : Grand Boum-Ville de Blois du festival bd BOUM[15].
- 2020 : Sélection Festival d'Angoulême catégorie Jeunes Adultes[4] pour Spirou : L'Espoir malgré tout, t. 2
- 2021 :  "Mention" Prix BolognaRagazzi, catégorie Comics - Young Adult[10], Foire du livre de jeunesse de Bologne  pour Spirou ou l'espoir malgré tout, tome 1 : Un mauvais départ.

### Entretien
- Entretien avec Émile Bravo (2009)